# 조종도
조종도(趙宗道, 1537년 ~ 1597년)는 조선 중기의 문신이다. 본관은 함안, 자는 백유(伯由), 호는 대소헌(大笑軒), 시호는 충의(忠毅)이다.

## 생애
1558년 생원시에 합격해 안기도찰방이 되어 1585년 양지 현감으로도 선정되었다. 1589년 정여립(鄭汝立)의 모반 사건 때 투옥되었으나 풀려나 1592년 임진왜란 당시 안음 현감이 되고 함양 군수를 지내다가 병으로 물러났다. 하지만 곽준(郭遵)과 함께 의병장 김면(金沔)의 휘하로 들어가 우척현 전투 등에서 활약하였고 1597년 정유재란 때에는 곽준과 함께 직접 의병을 일으켜 황석산성에서 왜장 가토 기요마사(加藤淸正)와 싸우다가 전사했다. 저서로는 《대소헌집(大笑軒集)》이 있다.